# 亞納查加-切米連國家公園

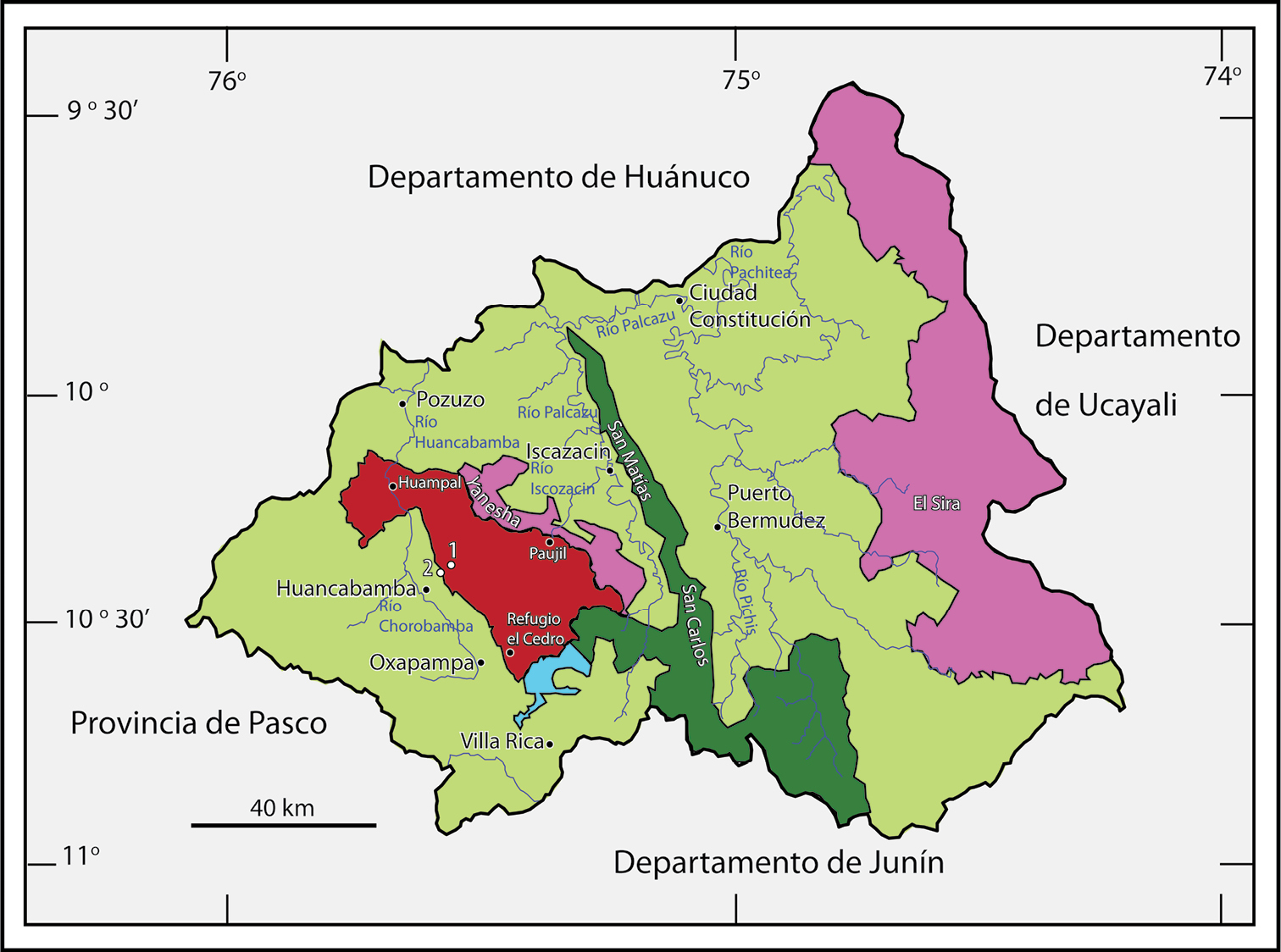
圖中紅色區塊即是亞納查加-切米連國家公園

亞納查加-切米連國家公園（西班牙語：Parque Nacional Yanachaga-Chemillén）為一座位於秘鲁帕斯科大区的國家公園。此國家公園保護了秘魯永加斯部分區域以及烏卡亞利濕潤林（Ucayali moist forests）等生態區。帕爾卡蘇河、宛卡班巴河、波蘇索河以及這些河流的支流皆流經此國家公園境內。一些原住民族群仍然居住於此。這裡也有一些印加文明和亞尼夏文明之考古遺址。

## 生物
- Ctenophryne barbatula（英语：Ctenophryne barbatula）：一種蛙類，僅可在亞納查加-切米連國家公園中發現[5]。

## 圖片

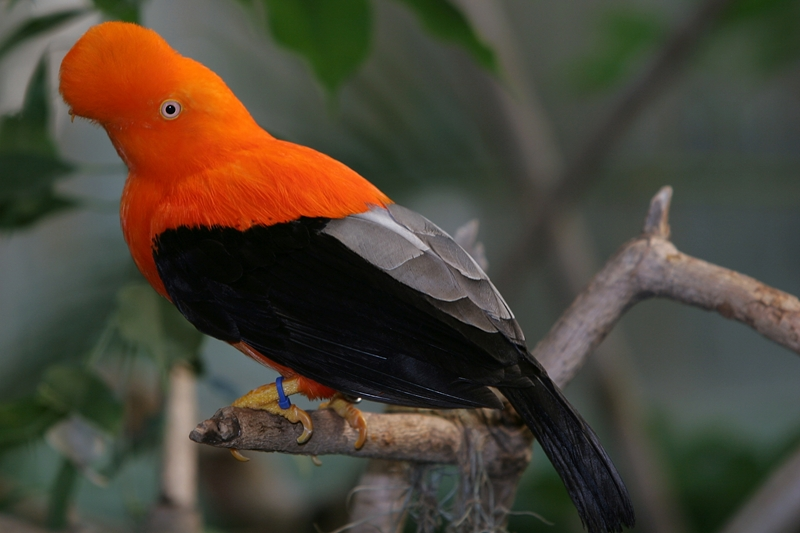
安第斯動冠傘鳥